# كلود أميرة أورليان
كلود أميرة أورليان (بالفرنسية: Claude d'Orléans)‏ (11 ديسمبر 1943) أميرة فرنسية من بيت أورليان وهي الزوجة السابقة للأمير أميديو، دوق أوستا.